# Xã North Franklin, Quận Franklin, Nebraska
Xã North Franklin (tiếng Anh: North Franklin Township) là một xã thuộc quận Franklin, tiểu bang Nebraska, Hoa Kỳ. Năm 2010, dân số của xã này là 405 người.